# Nakasato, Niigata
Nakasato (/ 中里村 Nakasato-mura) là một ngôi làng nằm ở quận Nakauonuma, tỉnh Niigata, Nhật Bản. 
Tính đến năm 2003, dân số ước tính của ngôi làng là 6.171 người và mật độ dân số 47,85 người/km². Tổng diện tích là 128,97km².
Vào ngày 1 tháng 4 năm 2005, Nakasato, cùng với các thị trấn Matsudai và Matsunoyama (thuộc quận Higashikubiki), Kawanishi (thuộc Quận Nakauonuma), đã được sáp nhập vào thành phố Tōkamachi